# 俄罗斯总统办公厅
俄罗斯联邦总统办公厅（羅馬化：Administratsiya Prezidenta Rossiyskoy Federatsii）是由俄罗斯联邦总统设立的行政机构，负责协助总统完成宪法赋予的权限与职能。总部位于莫斯科基泰格羅德区旧广场4号。

## 历史
1991年春，俄罗斯苏维埃联邦社会主义共和国通过公投设立了总统职位，叶利钦当选首任总统。他于7月19日签署了一项总统令，正式设立总统办公厅。最初设有13个处。1993年12月通过的《俄罗斯联邦宪法》第八十三款倒数第四条规定，俄罗斯联邦总统组建俄罗斯联邦总统办公厅。
总统办公厅自设立以来进行过若干次的改组。1996年1月29日，叶利钦签署了关于改组总统办公厅的总统令。改组后的办公厅由6个总局组成，下设分支机构从43个缩编为19个，在编人员从约2100人裁减为1500人。1996年两次改组遵循的主要原则是，总统办公厅不是办事机构，而是总统领导下的国家权力机关。改组基本确立了总统办公厅的权力及法律地位，赋予了总统办公厅拥有经济、法律、人事和主管意识形态工作的权力。
普京上任总统后，于2004年4月6日签署关于改组总统办公厅的总统令，改组后的分支机构为21个。

## 职能
总统办公厅的主要职责是保障总统的一切活动，为其实施宪法职权创造条件。它主要负责起草和编写政策性和规划性纲要文件；准备，执行和发布总统签署的文件；为总统提供各种活动信息和决策方案；协调总统与聯邦安全會議及顾问咨询机构的联系等。

## 组织架构
俄罗斯总统办公厅主任
俄罗斯总统办公厅副主任
俄罗斯总统办公厅下设局、处
其他机构
- 俄罗斯总统办公厅图书馆[8]
- “俄罗斯”特种飞行队（Специальный лётный отряд «Россия»）